# 王符
王 符（おう ふ）は、後漢の思想家。主著に『潜夫論』がある。
『後漢書』は、王充・王符・仲長統の3人にひとつの伝を割りあて、韓愈はこの3人を「後漢三賢」と呼んでいる。

## 生涯
王符は字を節信といい、安定郡臨涇県（現在の甘粛省慶陽市鎮原県）の人だった。馬融・竇章・張衡・崔瑗らと親交があったが、当時は宦官によって政治が私物化されており、王符は宦官にへつらわなかったために昇進することができず、隠棲して時局を批判する書を著し、『潜夫論』（せんぷろん）と名付けた。その後は生涯仕官することがなかった。
同じ安定郡出身で度遼将軍だった皇甫規（皇甫嵩の伯父）が退職して故郷に帰ったとき、王符が面会に行ったところ、皇甫規は王符の名をきいて驚いて出迎え、自分の方がはるかに高位であるにもかかわらず、下にも置かないもてなしぶりだったという。

## 思想
『潜夫論』10巻・35篇（叙録を含めて36篇）が現存しており、これによって王符の思想を知ることができる。
その説はかならずしも時勢を批判したものばかりではなく、冒頭の「讃学」は学問の重要性を述べ、末尾の「五徳志」「志氏姓」は一種の系図である。
後漢の時代の羌の侵入について詳しく述べ、漢が反撃しないことに憤りを表している（救辺篇・辺議篇）。
武内義雄によれば、王充は当時の迷信を打破したが、その上で新しい哲学を打ちたてることはできなかった。王符は王充の批評的態度をうけつぎながら、儒家の思想を法家の説を加味することによって当世の用にあてようとした。仲長統も同様の法家的傾向を持っており、次の時代の曹操によってこの法家的儒教は実行に移されたとする。
日原利国によれば、王符は基本的には儒家であったが、しかし当時は乱世で政治が無力化しているので、法による強力な統治を訴えた。王符は人間を上智・下愚・中庸の三種類に分け、下愚に対しては教育は無意味で厳罰のみが意味を持ち、中庸は善にも悪にもなるものであるから厳罰と赦宥を併用すべきであるとした。
田中麻紗巳によれば、王符は王充と同様に合理的思考を持っていたが、その一方で董仲舒・劉向に通じる災異思想を持っており、人間の行為に気が感応することによって災異を説明しようとした。また儒家と法家だけでなく老子的な側面もあり、太古の政治は無為であったことを述べている（勧将篇）。
本書は『漢魏叢書』にも収録されている。帆足万里『東潜夫論』は本書にちなむ。